# Казына Капитал Менеджмент
Акционерное общество «Казына Капитал Менеджмент» (ККМ) – фонд фондов частного капитала, созданный в 2007 году для содействия устойчивому развитию национальной экономики, формирования инфраструктуры частного капитала в Казахстане, привлечения иностранных инвестиций в приоритетные сектора экономики, использования ведущего международного опыта, трансферта инновационных знаний и технологий в управлении частным капиталом. ККМ совместно с международными институциональными инвесторами эффективно управляет фондами частных капиталов. Фонды прямых инвестиций с участием ККМ (ФПИ) предоставляют капитал компаниям в различных секторах экономики с целью дальнейшего роста и повышения конкурентоспособности.
ККМ входит в структуру акционерного общества «Национальный управляющий холдинг «Байтерек».

## Ключевые задачи
Ключевыми задачами, которые решает ККМ в рамках реализации своей миссии по содействию устойчивому развитию экономики Казахстана являются:
1. Поддержка и создание конкурентоспособных и экспортоориентированных производств посредством участия в их долевом капитале через фонды частного капитала;
2. Привлечение в Казахстан международных институциональных инвесторов, а также стимулирование отечествен-ных инвесторов для совместного финансирования приори-тетных несырьевых секторов экономики через фонды private equity;
3. Привлечение в качестве стратегических партнеров ведущих международных организаций и управляющих компаний с многолетним опытом работы и стабильными показателями доходности для внедрения в Казахстане лучшей мировой практики частного капитала;
4. Создание инфраструктуры private equity в Казахстане через развитие необходимых финансовых инструментов и механизмов;
5. Формирование самостоятельного кластера управляю-щих компаний и фондов для эффективного развития частного капитала в Казахстане.

## Стратегия развития
Актулизированная Стратегия развития ККМ на 2017-2023 годы утверждена в 2017 году на основании актуализированной Стратегии развития АО «НУХ «Байтерек» на 2017-2023 годы, с учетом макроэкономических изменений в регионе и новых тенденций в управлении частным капиталом, а также на основании проведенного анализа деятельности ККМ за 10 лет.
В рамках Стратегии АО «Казына Капитал Менеджмент» определены следующие стратегические направления:
1. Поддержка предпринимательства, повышение экспортного потенциала в сегменте крупного и среднего бизнеса посредством инструментов private equity:
- ККМ продолжит специализацию на инвестировании в точки роста несырьевого сектора экономики Казахстана с потенциалом для экспортоориентированности и внедрения инноваций;
- ККМ продолжит интеграцию в глобальную инфраструктуру частного капитала и привлечение иностранных инвесторов;
- Для достижения цели, определенной в стратегии холдинга, по увеличению негосударственных источников финансирования ККМ будет расширять источники фондирования своей деятельности с учетом своих финансово-экономических показателей,  сбалансированного управления финансовыми рисками и возможностей рынков капитала.

2. Развитие инфраструктуры private equity в Казахстане:
- Организация специализированной торговой площадки частных капиталов на фондовой бирже;
- Развитие человеческого потенциала на рынке частных капиталов;
- Постоянное освещение информации о результатах работы ККМ и новых инструментах управления частными капиталами.

3. Повышение эффективности деятельности АО «Казына Капитал Менеджмент»:
- Постоянное улучшение системы корпоративного управле-ния, системы управления финансовыми рисками, кадровой политики для достижения показателей инвестиционной и казначейской деятельности;
- Изменение механизмов управления фондами частных капиталов с неконтрольным участием;
- Внедрение принципов проектного управления и гибкой организации;
- Создание необходимых компетенций для новых секторов и продуктов на базе фондов частных капиталов.